# Hemithyrsocera tawitawiensis
Hemithyrsocera tawitawiensis är en kackerlacksart som först beskrevs av Roth, L. M. 1985.  Hemithyrsocera tawitawiensis ingår i släktet Hemithyrsocera och familjen småkackerlackor.
Artens utbredningsområde är Filippinerna. Inga underarter finns listade i Catalogue of Life.